# 팔메토 (열차)
팔메토(영어: Piedmont)는 미국 노스캐롤라이나주 뉴욕주 뉴욕 펜실베이니아 역에서 플로리다주 서배너 서배너 역까지 운행되는 도시철도 열차이다.

## 역사 및 현황
1976년 6월 15일에 신설된 노선으로 같은 해 10월에 플로리다주 교통부가 암트랙에 남부 구간 연장을 요청했다. 1984년에 캐롤리니안에 합병 후 뉴욕주 뉴욕 펜실베이니아 역에서 버지니아주 리치몬드까지 운행 했으나 1985년에 노스캐롤라이나주에서 재정 지원을 삭감하면서 열차 운행이 중단되었다. 1988년에 플로리다주 잭슨빌가지 연장했으며 1990년에 캐롤리니안이 다시 신설되면서 노선이 분리 되었다. 1994년에 야간열차로 전환과 동시에 플로리다주 탬파까지 연장했으나 1995년 2월에 빌 클린턴 대통령이 예산을 삭감하면서 운행을 중단했다. 1996년부터 2002년까지 실버 팜이란 야간열차로 운행 했으나 2002년에 운행이 중단되었다. 같은 해 11월에 재개통이 된 팔메토는 침대차와 식당차를 제외하고 계속 운행해 왔으나 2004년 11월에 사바나 ~ 마이애미 구간이 단축되었다.

## 운행 노선

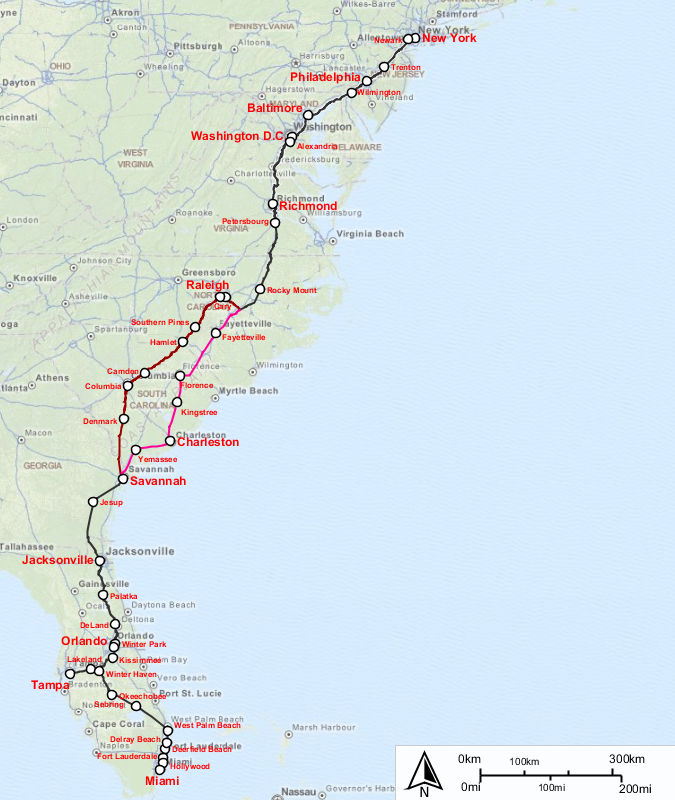
암트랙 실버 서비스 노선도 (interactive map)

## 사진

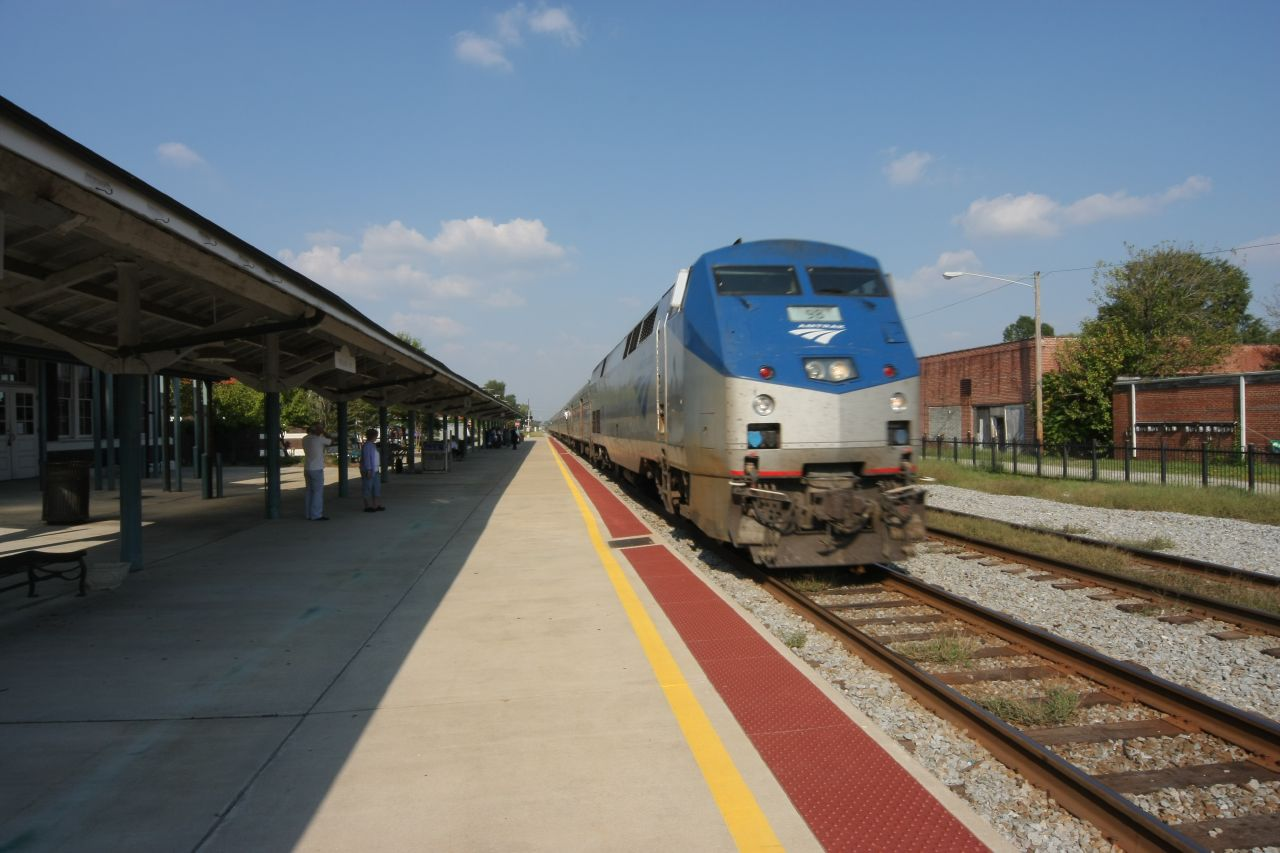
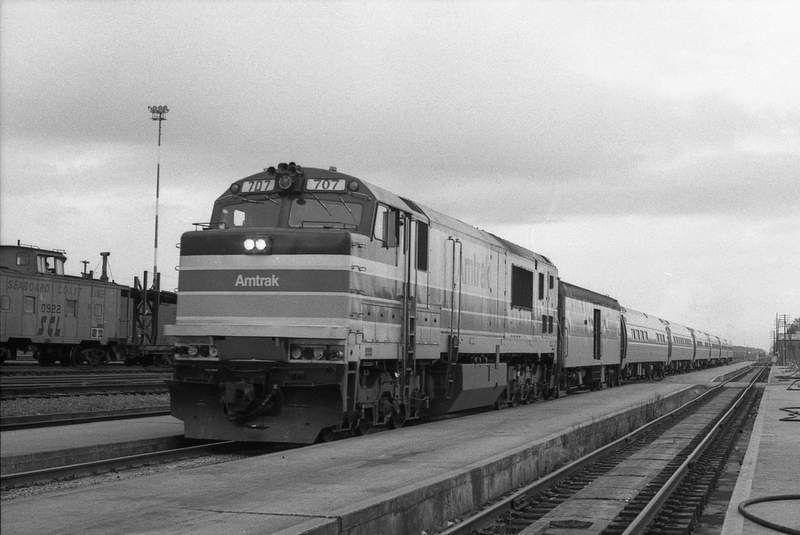